# Pseudotomoderus strangulatus
Pseudotomoderus strangulatus is een keversoort uit de familie snoerhalskevers (Anthicidae). De wetenschappelijke naam van de soort is voor het eerst geldig gepubliceerd in 1952 door Pic.